# イグナシオ・ノボ
イグナシオ・シャビエル・"ナチョ"・ゴメス・ノボ（スペイン語: Ignacio Xavier "Nacho" Gómez Novo, 1979年3月26日 - ）は、スペイン・フェロル出身のサッカー選手。現在は無所属。ポジションはFW。
SDウエスカからデビューし、2001年にスコットランドに渡ってレイス・ローヴァーズFCとダンディーFCでプレーした。2004年7月に移籍金45万ポンドでレンジャーズFCに移籍し、2004-05シーズンは公式戦で25得点して国内リーグとリーグカップの2冠に貢献した。2008-09シーズンには再びリーグで優勝し、国内カップ決勝では決勝点を挙げて再度の2冠達成を果たした。2010年に母国のスポルティング・デ・ヒホンに移籍した。

## 経歴

### クラブ

#### レイス・ローヴァーズFC
2001年7月、SDウエスカからスコットランドのレイス・ローヴァーズFCに移籍した。8月4日のエアドリーオニアンズFC戦でデビューし、3日後のスコティッシュ・チャレンジカップ・アロア・アスレティックFC戦 (3-2) で初得点となる決勝点を挙げた。パーティック・シッスルFC戦では、移籍後わずか3試合目にして退場処分を受けたが、この躓きを経てもスコティッシュ・ファースト・ディビジョン（1部）では得点を量産し、セント・ミレンFC戦とフォルカークFC戦では1試合2得点を挙げた。2001-02シーズンは計38試合に出場して22得点を挙げた。

#### ダンディーFC
2002年7月、ダンディーFCに移籍した。移籍金は10万ポンド。8月3日のハート・オブ・ミドロシアンFC戦でデビューし、8月17日のダンファームリン・アスレティックFC戦では移籍後初得点を含む2得点を挙げたが、この試合では試合終了直前にスコット・ウィルソンに対して足の裏を見せたとして退場処分を受けた。2002-03シーズン終盤には9試合でさらに7得点を挙げた。
2003-04シーズンのUEFAカップでは、イタリアのペルージャ・カルチョ (1-2) から決めた得点を含む4得点を挙げた。リーグ戦では19得点し、公式戦通算では計25得点を決めた。この活躍によってセルティックFCやレンジャーズFCがノボの獲得に興味を示し、セルティックは50万ポンドの移籍金を提示したが、選手本人との契約合意に失敗した。

#### レンジャーズFC
2004-05シーズン
2004年7月6日、レンジャーズFCに移籍し、ミハエル・モルスがクラブを離れて以来空いていた背番号10を割り当てられた。移籍金は45万ポンドと報じられた。8月7日のアバディーンFC戦でデビューし、8月10日のPFC CSKAモスクワ戦 (1-2) で移籍後初得点を挙げた。初得点後は8試合の無得点期間が続き、先発メンバーから控えに降格したが、古巣のダンディーFC戦で66分に途中出場して2得点し、再びレギュラーに返り咲いた。2004-05シーズンはリーグ戦での19得点を含む25得点を挙げ、スコティッシュ・プレミアリーグ制覇に貢献した。
2005-06シーズン
2005-06シーズン序盤に第5中足骨基部骨折し、数ヶ月の間チームを離脱した。クリス・ボイドが先発に定着したため、ストライカーではなくウイングとして起用されることが多く、復帰以降は20試合も無得点期間が続いたが、セルティック戦、フォルカークFC戦、キプロスのアノルトシス・ファマグスタ戦で得点した。アレックス・マクリーシュ監督が退任し、フランス人のポール・ル・グエン監督が就任すると、ノボはレンジャーズからの移籍を考えたが、イングランド・FLチャンピオンシップ（2部に相当）のコヴェントリー・シティFCへの移籍話は移籍期限最終日までにまとまらなかった。出場機会が散発的になり、7週間も試合に出場しないこともあったが、クラブは成績が低迷した上に負傷者が続出したため、リザーブチームで好調だったノボがトップチームに復帰した。
2006-07シーズン
2006年10月19日、UEFAカップのASリヴォルノ・カルチョ戦 (3-2) でシーズン初得点を挙げた。続く数試合はベンチスタートであったが、セント・ミレン戦 (3-2) では途中出場から決勝点を挙げた。翌節のマザーウェルFC戦 (1-1) には先発出場してマン・オブ・ザ・マッチに選ばれた。コンディションを整え、続くハーツ戦(1-0)、イスラエルのマッカビ・ハイファFC戦 (2-0)、フランスのAJオセール戦 (2-2)で得点した。ル・グエン監督はウォルター・スミスに代わってノボをレギュラーに据えた。
2007-08シーズン
2007年夏には複数のストライカーが新加入し、攻撃的なポジションでの競争が激化した。序盤戦のノボの出場機会はほとんどが途中出場であったが、10月20日、シーズンで初めてオールドファームダービーに先発出場し、2得点して3-0の快勝に貢献した。2007年12月2日、クラブは2008年7月に満了するノボとの現行契約を1年延長する意思があると報じられたが、ノボはより長い契約延長を望み、2010年夏までの2年間の契約延長にサインした。2008年5月1日、UEFAカップ準決勝のACFフィオレンティーナ戦で決勝点となるPKを決めた。2007-08シーズンは2度の退場処分を受けたが、2度ともカップ戦決勝を控えたリーグ戦であり、そのせいでスコティッシュリーグカップ決勝とスコティッシュカップ決勝は出場停止となった。
2008-09シーズン以後
2008-09シーズンはもっぱら途中出場であった。同シーズンのスコティッシュカップ決勝もベンチスタートであったが、途中出場してわずか28秒後に決勝点を決めた。スコットランドでの最終シーズンとなった2009-10シーズンは途中出場がほとんどながら9得点し、国内リーグと国内リーグカップの2冠を達成した。より多くの出場機会を得るため、ノボはレンジャーズとの契約を延長しない決定を下した。

#### スポルティング・ヒホン
2010年5月、母国スペインのスポルティング・デ・ヒホンと2年契約を結んだ。2010-11シーズンは厳しいシーズンとなり、2011年夏にはスコットランド・アバディーンFCのクレイグ・ブラウン監督がノボの獲得に乗り出したが、この申し出を断ってヒホンに残留した。

#### グレントラン
2016年7月26日、NIFLプレミアシップのグレントランFCへ加入。同年9月、脅迫を受けていたことが警察により明らかにされた。翌年5月5日、ジ・オーヴァルを去ることが発表された。

### 代表

#### ガリシア州選抜
スペインA代表に招集されたことはないが、2007年にガリシア州選抜に初めて選ばれ、カメルーン代表との非公式親善試合 (1-1) に出場した。2008年12月にはイラン代表との非公式親善試合に招集されたが、セルティックFCとのオールドファームダービーが終わると同時にスコットランドを離れ、イラン戦の試合開始1時間前にスタジアムに到着した。イラン戦では2得点を挙げてサポーターからの拍手喝采を浴びた。

#### スコットランド代表招集をめぐる議論
2008年10月24日、スコットランド代表でプレーしたいというノボの発言が報道された。2001年から8年間スコットランドに住んでいたノボにはイギリス国籍を取得する資格があった。ノボはスペイン出身であり、スコットランド出身の両親や祖父母がいるわけでもなく、スコットランド代表招集の是非について多くの議論が交わされた。しかし、ホーム・ネイションズではイングランド代表、北アイルランド代表、スコットランド代表、ウェールズ代表でプレーするいかなる選手もその国に血縁関係があるべき、もしくはその国で5年以上の義務教育を受けるべきだとし、ノボのスコットランド代表招集問題は立ち消えた。スペイン出身のマヌエル・アルムニアやミケル・アルテタがイングランド代表に招集されるべきか議論された際にも、この規定によって招集が認められなかった。

## タイトル
レンジャーズ
- スコティッシュ・プレミアリーグ : 2004-2005, 2008-2009, 2009-2010
- スコティッシュカップ : 2009
- スコティッシュリーグカップ : 2004-2005, 2009-2010

レギア・ワルシャワ
- ポーランド・カップ :  2011-12

## 個人成績
2011年12月11日時点
| クラブ       | シーズン | 国内リーグ | 国内リーグ | 国内カップ | 国内カップ | 国内リーグカップ | 国内リーグカップ | その他 | その他 | 通算 | 通算 |
| クラブ       | シーズン | 出場       | 得点       | 出場       | 得点       | 出場             | 得点             | 出場   | 得点   | 出場 | 得点 |
| ------------ | -------- | ---------- | ---------- | ---------- | ---------- | ---------------- | ---------------- | ------ | ------ | ---- | ---- |
| レイス       | 2001-02  | 33         | 18         | 1          | 0          | 2                | 1                | 2      | 3      | 38   | 22   |
| レイス       | 通算     | 33         | 18         | 1          | 0          | 2                | 1                | 2      | 3      | 38   | 22   |
| ダンディー   | 2002-03  | 36         | 7          | 6          | 2          | 1                | 0                | 0      | 0      | 43   | 9    |
| ダンディー   | 2003-04  | 35         | 19         | 2          | 1          | 3                | 1                | 4      | 4      | 44   | 25   |
| ダンディー   | 通算     | 71         | 26         | 8          | 3          | 4                | 1                | 4      | 4      | 87   | 34   |
| レンジャーズ | 2004-05  | 35         | 19         | 1          | 0          | 4                | 3                | 8      | 3      | 48   | 25   |
| レンジャーズ | 2005-06  | 24         | 2          | 2          | 0          | 1                | 0                | 5      | 1      | 32   | 3    |
| レンジャーズ | 2006-07  | 28         | 5          | 1          | 0          | 2                | 1                | 8      | 4      | 39   | 10   |
| レンジャーズ | 2007-08  | 28         | 10         | 4          | 2          | 3                | 2                | 14     | 2      | 49   | 16   |
| レンジャーズ | 2008-09  | 29         | 5          | 3          | 2          | 4                | 2                | 2      | 1      | 38   | 10   |
| レンジャーズ | 2009-10  | 35         | 6          | 4          | 1          | 4                | 1                | 6      | 1      | 49   | 9    |
| レンジャーズ | 通算     | 179        | 47         | 15         | 5          | 18               | 9                | 43     | 12     | 255  | 73   |
| ヒホン       | 2010-11  | 31         | 4          | 1          | 0          | 0                | 0                | 0      | 0      | 32   | 4    |
| ヒホン       | 2011-12  | 6          | 3          | 0          | 0          | 0                | 0                | 0      | 0      | 6    | 3    |
| ヒホン       | 通算     | 37         | 7          | 1          | 0          | 0                | 0                | 0      | 0      | 38   | 7    |
| 通算         | 通算     | 318        | 98         | 25         | 8          | 24               | 11               | 49     | 19     | 416  | 136  |